# تغصن قاعدي

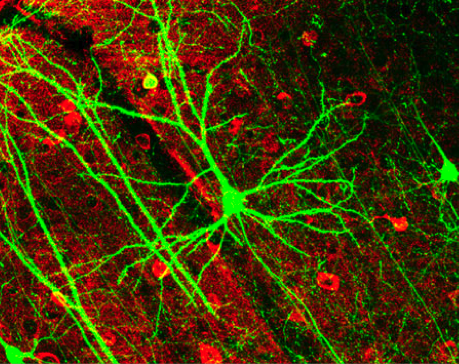

تغصن قاعدي (بالإنجليزية: Basal dendrite)‏ هي تغصُن يخرج من قاعدة الخلية العصبية الهرمية، حيثُ تتلقى معلومات من العصبونات القريبة ويُمررها إلى جسم الخلية.